# Campeonato Maranhense de Futebol de 1942
O Campeonato Maranhense de Futebol de 1942 foi a 21º edição da divisão principal do campeonato estadual do Maranhão. O campeão foi o Sampaio Corrêa que conquistou seu 4º título na história da competição. O artilheiro do campeonato foi Ferreira, jogador do Sampaio Corrêa, com 11 gols marcados.

## Premiação
| Campeonato Maranhense de 1942      |
| São Luís                           |
| ---------------------------------- |
| Sampaio Corrêa Campeão (4º título) |